# ويزلي فيلبس
ويزلي فيلبس (بالإنجليزية: Wesley Phelps)‏ هو عسكري أمريكي، ولد في 12 يونيو 1923 في مقاطعة بتلر في الولايات المتحدة، وتوفي في 4 أكتوبر 1944 في ولاية بيليليو في بالاو.